# سان جورجو مونفيراتو
سان جورجو مونفيراتو (بالإيطالية: San Giorgio Monferrato)‏ هي بلدية في مقاطعة ألساندريا في إقليم بييمونتي في إيطاليا.

## السكان
في سنة 1861 بلغ عدد السكان 1٬046 نسمة، وتطور العدد ليصل في سنة 2011 لـ 1٬279 نسمة.
يظهر هذا المخطط البياني تطور النمو السكاني لـ سان جورجو مونفيراتو